# Moenkhausia sanctaefilomenae
Moenkhausia sanctaefilomenae, ook wel roodoog tetra genoemd, is een straalvinnige vissensoort uit de familie van de karperzalmen (Characidae). De wetenschappelijke naam van de soort is voor het eerst geldig gepubliceerd in 1907 door Steindachner.